# Німецька науково-фантастична премія
Німецька науково-фантастична премія (нім. Deutsche Science Fiction Preis) — літературна премія, яка щорічно, починаючи з 1985 року, вручається Німецьким клубом наукової фантастики (нім. Science Fiction Club Deutschland, SFCD). Разом із Премією імені Курда Лассвіца  (нім. Kurd-Laßwitz-Preis), вона є однією з найпрестижніших нагород за науково-фантастичну літературу в Німеччині. З 1985 по 1998 рік премія мала назву «Літературна премія Німецького клубу наукової фантастики» (нім. SFCD-Literaturpreis).
З часу заснування Німецький клуб наукової фантастики присвятив себе в першу чергу німецькомовній науковій фантастиці і почав відмічати вибрані твори так званим Клубним кубком як призом глядацьких симпатій.
З 1985 року Німецький клуб наукової фантастики  щорічно відзначає кращий німецькомовний роман і краще німецькомовне коротке оповідання. Премія (на цей момент 1000 євро в кожній категорії) вручається на щорічному з'їзді клубу. Німецька науково-фантастична премія є єдиною монетарною премією за науково-фантастичну літературу в Німеччині.
Рішення про присудження премії приймає відповідний комітет. Його члени підпорядковані жорсткому регламенту і повинні прочитати та оцінити німецькомовні тексти, опубліковані в попередньому календарному році. Його принцип роботи полягає в регламенті зазначено. Цим ця премія відрізняється від Премії імені Курда Лассвіца, оскільки тільки в цій премії відносно невідомі тексти високої якості мають шанси бути оцінені належним чином.
Комітет на поточний час складається з 10 членів, які щорічно заново обираються, як правило з працівників клубу, але можуть були включені і добровольці, які не є членами Німецького клубу наукової фантастики.

## Лауреати

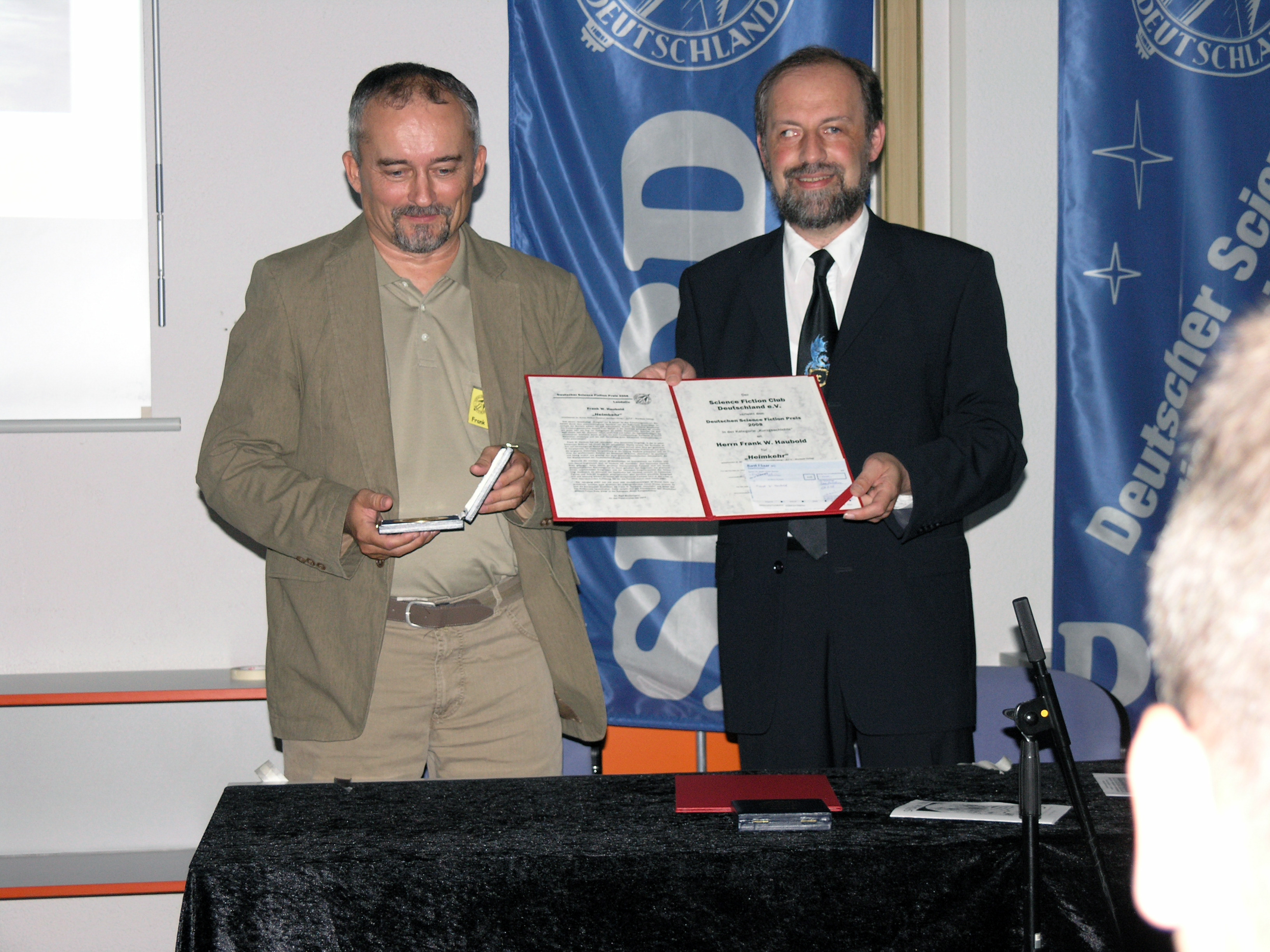
Франк В. Хаубольд (лауреат премії 2008 року) і Томас Ректенвальд (член комітету) під час вручення премії

### Кращий роман
- 1985: Герберт Франке. «Холод космосу» (нім. Die Kälte des Weltraums)
- 1986: Томас Р. П. Мільке, «День, коли впала стіна» (нім. Der Tag an dem die Mauer brach)
- 1987: Клаус-Петер Лікфельд/Франк Вітчов, «427 — на землі зелених островів» (нім. 427 - Im Land der grünen Inseln) та Фрідріх Шольц, «Після кінця» (нім. Nach dem Ende)
- 1988: Ґудрун Паузеванг, «Хмара» (нім. Die Wolke)
- 1989: Фріц Шмолл, (нім. Kiezkoller)
- 1990: Марія Й.Пфаннхольц, «Ті, що вижили» (нім. Den Überlebenden)
- 1991: Герберт Франке, «Центр Чумацького шляху» (нім. Zentrum der Milchstraße)
- 1992: Крістіан Мер, «Попіл Фатуа» (нім. Fatous Staub)
- 1993: Герберт Розендорфер, «Золоті святі або Колумб відкриває Європу» (нім. Die Goldenen Heiligen oder Columbus entdeckt Europa)
- 1994: Дірк Флек[de], «ГОУ! Екодиктатура» (нім. GO! Die Ökodiktatur)
- 1995: Гісберт Хефс, «Кращий час для агентів» (нім. Traumzeit für Agenten)
- 1996: Андреас Ешбах, «Творці ворсових килимів» (нім. Die Haarteppichknüpfer)
- 1997: Андреас Ешбах, «Сонячна станція» (нім. Solarstation)
- 1998: Роберт Фельдхофф, «Вітання від зоряного звіра» (нім. Grüße vom Sternenbiest)
- 1999: Андреас Ешбах, «Відео Ісуса» (нім. Das Jesus Video)
- 2000: Маттіас Робольд, «Сто днів на Стардаун або Статус людини» (нім. Hundert Tage auf Stardawn oder Der Status des Menschen)
- 2001: Фабіан Вогт, «Назад» (нім. Zurück)
- 2002: Олівер Хенкель[de], «Машина часу Карла Великого» (нім. Die Zeitmaschine Karls des Großen)
- 2003: Олівер Хенкель, «Імператорський день» (нім. Kaisertag)
- 2004: Андреас Ешбах, «Останній свого роду» (нім. Der Letzte seiner Art)
- 2005: Франс Шетцінг, «Рій» (нім. Der Schwarm)
- 2006: Вольфганг Єшке, (нім. Das Cusanus-Spiel)
- 2007: Ульріке Нолте, «П'ять духів знання» (нім. Die fünf Seelen des Ahnen)
- 2008: Франк В.Хаубольд, «Тіні Марса» (нім. Die Schatten des Mars)
- 2009: Дірк Флек, «Проект Таїті» (нім. Das Tahiti-Projekt)
- 2010: Карстен Крушель[de], «Вільм. Дощова планета» (нім. Vilm. Der Regenplanet) / «Вільм. Тубільці» (нім. Vilm. Die Eingeborenen)
- 2011: Уве Пост, «Вальпар Тоннраффір та божий перст» (нім. Walpar Tonnraffir und der Zeigefinger Gottes)
- 2012: Карстен Крушель, «Галдеа. Непереможена війна» (нім. Galdäa. Der ungeschlagene Krieg)
- 2013: Андреас Брандгорст[de], «Артефакт» (нім. Das Artefakt)
- 2014: Вольфганг Єшке, «Джихеди» (нім. Dschiheads[6])
- 2015: Маркус Ортс, «Альфа&Омега: Апокаліпсис для початківців» (нім. Alpha & Omega: Apokalypse für Anfänger)
- 2016: Андреас Брандгорст, «Корабель» (нім. Das Schiff)
- 2017: Дірк Ван ден Бум «Принципат» [Світ Скір 1 том]

### Краще коротке оповідання
- 1985: Томас Р. П. Мільке, «Вбивство у космосі» (нім. Ein Mord im Weltraum)
- 1986: Вольфганг Єшке, (нім. Nekyomanteion)
- 1987: Райнмар Куніс, Vryheit do ik jo openbar
- 1988: Ернст Петц, (нім. Das liederlich-machende Liedermacher-Leben)
- 1989: Райнер Ерлер, «Сир» (нім. Der Käse)
- 1990: Герт Прокоп, (нім. Kasperle ist wieder da!)
- 1991: Андреас Фіндіг, (нім. Gödel geht)
- 1992: Егон Айс, «Останній сигнал» (нім. Das letzte Signal)
- 1993: Норберт Штьобе, «10 пунктів» (нім. 10 Punkte)
- 1994: Вольфганг Єшке, «Погані новини з Ватикану» (нім. Schlechte Nachrichten aus dem Vatikan)
- 1995: Андреас Фіберг, «Падіння астронавтів» (нім. Der Fall des Astronauten)
- 1996: Маркус Хаммершмітт[de], «Зонд» (нім. Die Sonde)
- 1997: Міхаель Заутер, «Людський фактор» (нім. Der menschliche Faktor)
- 1998: Андреас Ешбах, «Дива Всесвіту» (нім. Die Wunder des Universums)
- 1999: Міхаель Маррак, «Тиша після звуку» (нім. Die Stille nach dem Ton)
- 2000: Міхаель Маррак, «Привид» (нім. Wiedergänger)
- 2001: Райнер Ерлер, «Заключна промова» (нім. Ein Plädoyer)
- 2002: Міхаель Іволяйт[de], «Шляхи до світла» (нім. Wege ins Licht)
- 2003: Арно Беренд, (нім. Small Talk)
- 2004: Міхаель Іволяйт, «Я не боюся невдач» (нім. Ich fürchte kein Unglück)
- 2005: Карл Міхаель Армер, (нім. Die Asche des Paradieses)
- 2006: Міхаель Іволяйт, (нім. Psyhack)
- 2007: Маркус Хаммершмітт, (нім. Canea Null)
- 2008: Франк В.Хаубольд, (нім. Heimkehr)
- 2009: Карла Шмідт, (нім. Weg mit Stella Maris)
- 2010: Маттіас Фальке, Boa Esperança
- 2011: Вольфганг Єшке, (нім. Orte der Erinnerung)
- 2012: Гайдрун Йєнхен, «У зоні вільної торгівлі» (нім. In der Freihandelszone)
- 2013: Міхаель Іволяйт, «До свята моєї смерті» (нім. Zur Feier meines Todes)
- 2014: Аксель Крузе, «Вбік у часі» (нім. Seitwärts in die Zeit)
- 2015: Ева Штрассер, (нім. Knox)
- 2016: Франт Бомерт, (нім. Operation Gnadenakt)
- 2017: Майкл К. Івуліт «Мережа злочинців»